# Lithachne
Lithachne är ett släkte av gräs. Lithachne ingår i familjen gräs.
Kladogram enligt Catalogue of Life:
| Lithachne | \| \| Lithachne horizontalis \| \| \| \| \| \| Lithachne humilis \| \| \| \| \| \| Lithachne pauciflora \| \| \| \| \| \| Lithachne pinetii \| \| \| \| |
|           | \| \| Lithachne horizontalis \| \| \| \| \| \| Lithachne humilis \| \| \| \| \| \| Lithachne pauciflora \| \| \| \| \| \| Lithachne pinetii \| \| \| \| |
|           | Lithachne horizontalis |
|           | |
|           | Lithachne humilis |
|           | |
|           | Lithachne pauciflora |
|           | |
|           | Lithachne pinetii |
|           | |